# Ricardo Cardoso
Ricardo Gué Rosa Cardoso (Funchal, 23 settembre 2001) è un calciatore portoghese naturalizzato saotomense, attaccante del KPV e della nazionale saotomense.

## Caratteristiche tecniche
È un'ala sinistra.

## Carriera

### Club
Nel 2020 inizia la propria carriera professionistica, fra le file del Belenenses SAD B; debutta il 20 settembre nell'incontro di Campeonato de Portugal contro l'Oriental Dragon e realizza la rete decisiva per la vittoria per 1-0. Successivamente va a giocare in Finlandia.

### Nazionale
Il 24 marzo 2021 debutta nella nazionale saotomense, giocando l'incontro di qualificazione per la Coppa d'Africa 2021 perso 2-0 contro il Sudan.

## Statistiche
Statistiche aggiornate al 6 aprile 2021.

### Presenze e reti nei club
| Stagione        | Squadra          | Campionato      | Campionato | Campionato | Coppe nazionali | Coppe nazionali | Coppe nazionali | Coppe continentali | Coppe continentali | Coppe continentali | Altre coppe | Altre coppe | Altre coppe | Totale | Totale | Totale |
| Stagione        | Squadra          | Comp            | Pres       | Reti       | Comp            | Pres            | Reti            | Comp               | Pres               | Reti               | Comp        | Pres        | Reti        | Pres   | Reti   |        |
| --------------- | ---------------- | --------------- | ---------- | ---------- | --------------- | --------------- | --------------- | ------------------ | ------------------ | ------------------ | ----------- | ----------- | ----------- | ------ | ------ | ------ |
| 2020-2021       | Belenenses SAD B | CdP             | 12         | 1          |                 | -               | -               |                    | -                  | -                  |             | -           | -           | 12     | 1      |        |
| Totale carriera | Totale carriera  | Totale carriera | 12         | 1          |                 | -               | -               |                    | -                  | -                  |             | -           | -           | 12     | 1      |        |

### Cronologia presenze e reti in nazionale
| Cronologia completa delle presenze e delle reti in nazionale ― São Tomé e Príncipe | Cronologia completa delle presenze e delle reti in nazionale ― São Tomé e Príncipe | Cronologia completa delle presenze e delle reti in nazionale ― São Tomé e Príncipe | Cronologia completa delle presenze e delle reti in nazionale ― São Tomé e Príncipe | Cronologia completa delle presenze e delle reti in nazionale ― São Tomé e Príncipe | Cronologia completa delle presenze e delle reti in nazionale ― São Tomé e Príncipe | Cronologia completa delle presenze e delle reti in nazionale ― São Tomé e Príncipe | Cronologia completa delle presenze e delle reti in nazionale ― São Tomé e Príncipe |
| Data                                                                               | Città                                                                              | In casa                                                                            | Risultato                                                                          | Ospiti                                                                             | Competizione                                                                       | Reti                                                                               | Note                                                                               |
| ---------------------------------------------------------------------------------- | ---------------------------------------------------------------------------------- | ---------------------------------------------------------------------------------- | ---------------------------------------------------------------------------------- | ---------------------------------------------------------------------------------- | ---------------------------------------------------------------------------------- | ---------------------------------------------------------------------------------- | ---------------------------------------------------------------------------------- |
| 24-3-2021                                                                          | São Tomé                                                                           | São Tomé e Príncipe                                                                | 0 – 2                                                                              | Sudan                                                                              | Qual. Coppa d'Africa 2021                                                          | -                                                                                  | 85’                                                                                |
| 28-3-2021                                                                          | Cape Coast                                                                         | Ghana                                                                              | 3 – 1                                                                              | São Tomé e Príncipe                                                                | Qual. Coppa d'Africa 2021                                                          | -                                                                                  |                                                                                    |
| Totale                                                                             |                                                                                    | Presenze                                                                           | 2                                                                                  |                                                                                    | Reti                                                                               | 0                                                                                  |                                                                                    |